# Estación de Bastille
La estación de Bastille es una estación del metro de París situada bajo la plaza de la Bastilla en el límite de los distritos IV, XI y XII. Pertenece a las líneas 1, 5 y 8.
En el año 2008, era la décima estación con mayor número de viajeros con más de 14 millones de pasajeros.

## Historia
El 19 de julio de 1900, el mismo día que se inauguraba la línea más antigua del metro de París se abrió también la estación de Bastille correspondiente a la línea 1. En 1906, concretamente el 17 de diciembre, se produjo la llegada de la línea 5, tras su prolongación desde el sur. Ya en los años 30, el 5 de mayo de 1931, la ampliación de la línea 8, que fue realizada hasta Porte de Charenton en ocasión de la exposición colonial de ese mismo año, dotó a Bastille de su tercera estación.

## Descripción

### Estación de la línea 1
Aunque el trazado de la línea 1 es principalmente subterráneo, no sucede lo mismo a medida que el mismo se acerca a la estación de Bastille. Las vías salen a luz para sortear a través de un puente el canal Saint-Martin en un tramo lento y sinuoso, con algunas de las curvas más cerradas de la red, hasta llegar a la parada, que también se encuentra sobre un puente en el extremo norte del puerto del Arsenal, punto en el que el canal se une con el río Sena.
La estrecha y alargada estación, que lógicamente se aleja del diseño clásico, se compone de dos andenes laterales de 125 metros de longitud y de dos vías. Si bien la pared del andén en dirección a la estación de Château de Vincennes es una larga cristalera, en el andén opuesto que lleva a la La Défense existe un largo mural policromado cuyo tema principal es la Historia. Una cubierta plana que no abarca toda la estación y que se limita a cubrir cada andén resguarda la parada.  
La estación ha sido dotada de puertas de andén, como todas las de la línea 1.

### Estación de la línea 5

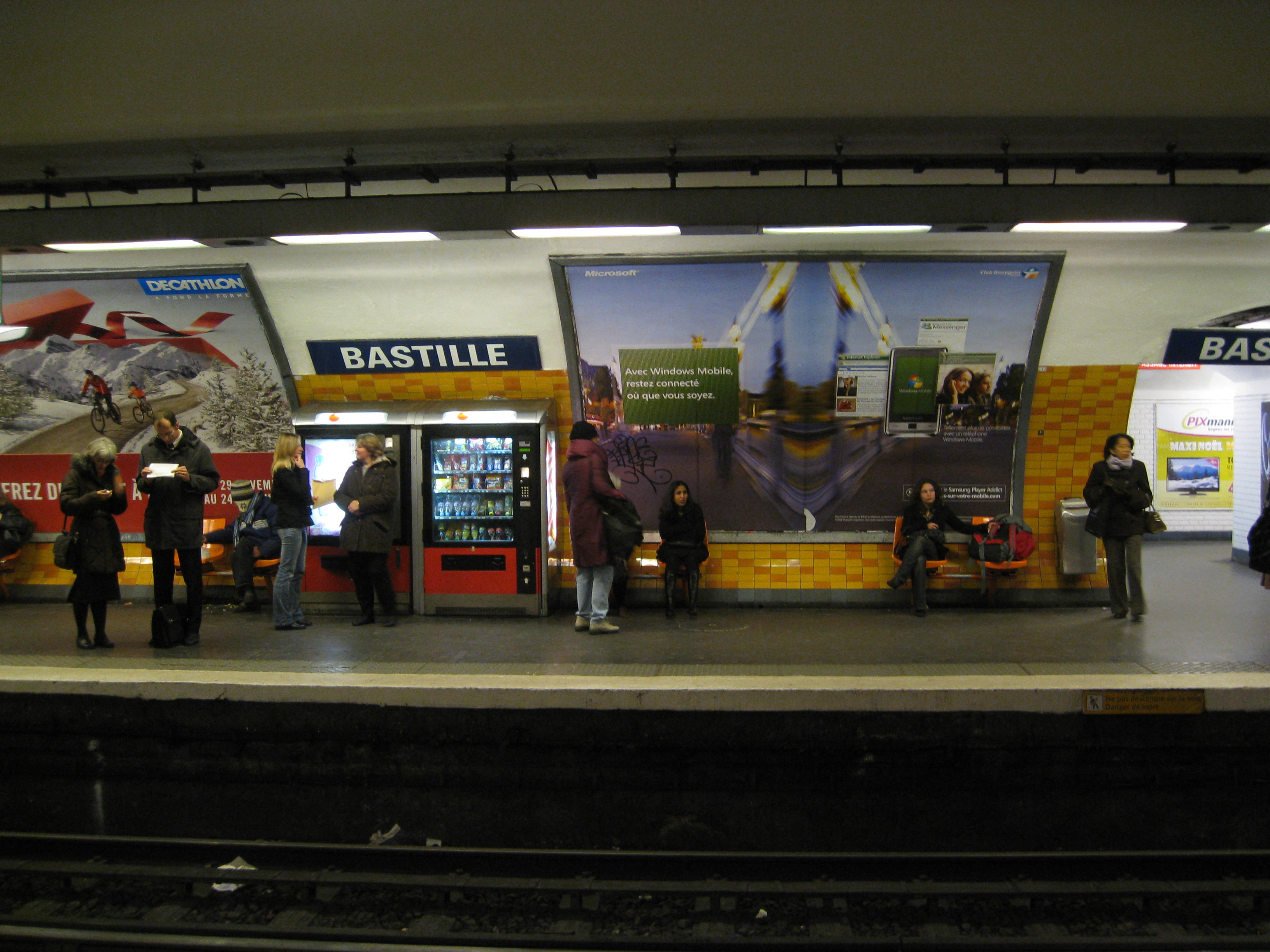
La estación de la línea 5 en 2008 cuando aún conservaba su estilo Mouton-Duvernet.

Se compone de dos andenes laterales, 75 metros de longitud y de dos vías. Es subterránea, hasta 2011 lucía el estilo Mouton-Duvernet: azulejos de color naranja de varios tonos cubriendo gran parte de la pared, pintura blanca en el resto y bóveda oscura. 
Tras su renovación, su revestimiento emplea ahora los clásicos azulejos blancos biselados del metro parisino. Su iluminación usa el modelo vagues (olas) con estructuras casi adheridas a la bóveda que sobrevuelan ambos andenes, proyectando la luz en varias direcciones.
La señalización por su parte usa la moderna tipografía Parisine donde el nombre de la estación aparece en letras blancas sobre un panel metálico de color azul. Por último, los asientos de la estación son los modernos Coquille o Smiley, unos asientos en forma de cuenco inclinado para que parte del mismo pueda usarse como respaldo y que poseen un hueco en la base en forma de sonrisa. 
Por otra parte, en el andén dirección Bobigny se conservan vestigios del muro de uno de los fosos de la Bastilla. Unas marcas amarillas en el suelo sirven para delimitar el que era su antiguo contorno. Además, están expuestas varias reproducciones de la fortaleza. 

### Estación de la línea 8

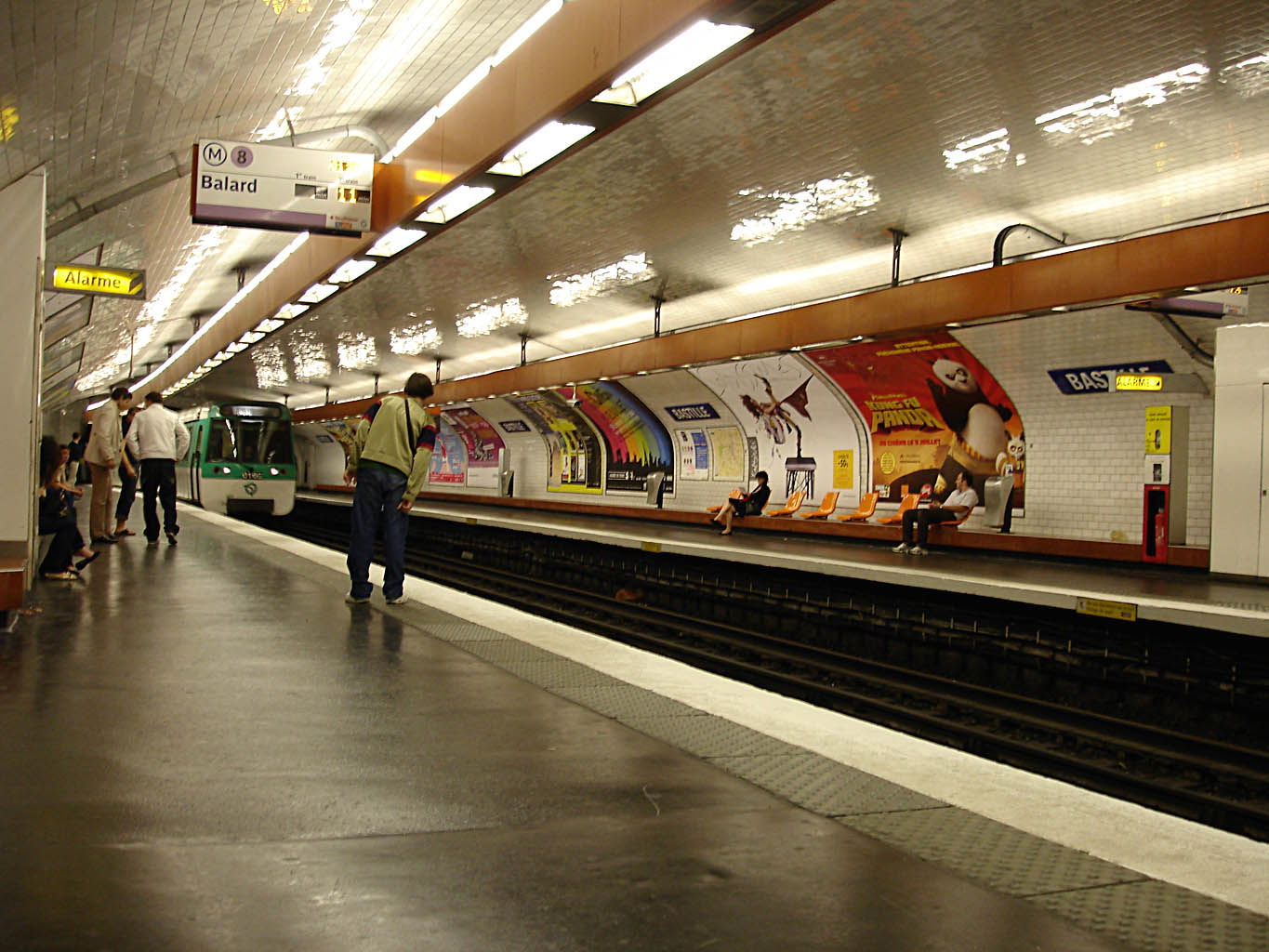
La estación de estilo Motte de la línea 8.

Lejos de cualquier manifestación artística o histórica, la estación de la línea 8, que también es subterránea, se compone de dos andenes laterales de 105 metros de longitud y de dos vías. 
Revestida de azulejos blancos biselados, muestra el estilo Motte en su iluminación que se realiza con lámparas resguardadas en estructuras rectangulares de color naranja que sobrevuelan la totalidad de los andenes, no muy lejos de las vías y en la zona de asiento, donde una larga y estrecha hilera de cemento revestida de azulejos naranja que sirve de banco improvisado se combina con algunos asientos individualizados del mismo color que se sitúan sobre dicha estructura.  
La señalización, por su parte, ha sido adaptada a la moderna tipografía Parisine donde el nombre de la estación aparece en letras blancas sobre un panel metálico de color azul.

## Accesos
Es posible acceder a la estación a través de cualquiera de los ocho accesos siguientes: 
- Acceso 1: a la altura del bulevar Henri IV
- Acceso 2: a la altura del bulevar Bourdon
- Acceso 3: a la altura de la calle Lyon
- Acceso 4: a la altura del bulevar de la Bastilla
- Acceso 5: a la altura del jardín del estanque del Arsenal
- Acceso 6: a la altura del hospital Quinze-Vingts
- Acceso 7: a la altura de calle de la Roqueta
- Acceso 8: a la altura del Faubourg Saint-Antoine

## Alrededores
En los alrededores de la estación se encuentran los siguientes monumentos de interés turístico:
- Plaza de la Bastilla
- Ópera de la Bastilla
- Columna de Julio
- Paseo plantado, antiguo trazado de la línea ferroviaria de Vincennes que partía de la antigua estación ferroviaria de la Bastilla.